# Gappa – Frankensteins fliegende Monster
Gappa – Frankensteins fliegende Monster (jap. 大巨獣ガッパ, Daikyojū Gappa, dt.: „Gappa: Das kolossale Biest“; deutscher Alternativtitel: Gappa – Invasion der fliegenden Bestien) ist ein japanischer Kaijū-Film aus dem Jahre 1967.

## Handlung
Als ein tropischer Freizeitpark eröffnet werden soll, wird eine Expedition aus Wissenschaftlern und Journalisten auf eine Schiffsreise geschickt, um die nötigen Bestände noch aufzustocken. Als die Expedition nach Obelisk Island kommt, macht sie allerdings ganz unerwartete Entdeckungen: die Einwohner hoffen, dass ihre Ankunft „Gappa“ besänftigen wird, und kurz darauf entdecken sie erst die Steinstatue eines Fabelwesen und dann ein übergroßes Ei, aus dem eine Kreatur schlüpft, die wie eine Kreuzung aus Reptil und Eule aussieht.
Als potentielle Attraktion wird das Tier natürlich mitgenommen, doch zu diesem Kind gibt es natürlich noch größere Gegenstücke, und die Eltern nehmen schon bald die Verfolgung auf, die natürlich in der Zerstörung einer japanischen Großstadt endet.

## Hintergrund
Der Film enthält Satire auf die Kaijū-Filme. Das ist auch der Grund, weshalb der Film schlechte Kritik von Fans des Genres bekommen hat. Einige Satire ist bei der Übersetzung verloren gegangen.

## Kritiken
Das Lexikon des internationalen Films beurteilt das Werk als: „Technisch aufwendiges Science-Fiction-Kino von überwältigender Schlichtheit“.
Cinema schreibt dagegen: „Drolliges Monsterspektakel mit Untieren aus dem heimischen Modellbausatz.“